# Wypędzenie przekupniów ze świątyni (fresk Giotta)
Wypędzenie przekupniów ze świątyni – fresk autorstwa Giotto di Bondone namalowany ok. 1305 roku dla kaplicy Scrovegnich w Padwie.
Jeden z 40 fresków namalowanych przez Giotta w kaplicy Scrovegnich należący do cyklu scen przedstawiających życie Joachima i Anny, rodziców Marii oraz Chrystusa.

Temat fresku został zaczerpnięty z Nowego Testamentu z Ewangelii Jana: 

Zbliżała się pora Paschy żydowskiej i Jezus udał się do Jerozolimy. W świątyni napotkał siedzących za stołami bankierów oraz tych, którzy sprzedawali woły, baranki i gołębie. Wówczas sporządziwszy sobie bicz ze sznurków, powypędzał wszystkich ze świątyni, także baranki i woły, porozrzucał monety bankierów, a stoły powywracał. 16 Do tych zaś, którzy sprzedawali gołębie, rzekł: "Weźcie to stąd, a nie róbcie z domu mego Ojca targowiska!" (J.2 13-17)

Przed budynkiem, w centralnej części fresku znajduje się Jezus. Giotto przedstawił scenę wypędzenia przekupniów w bardzo realistyczny sposób a postacie w bardzo realistyczny sposób wyrażają swoje emocje: wzburzenie Jezusa, przerażenie kupców oraz zaskoczenie uczniów. Na pierwszym planie stoi wzburzony Jezus. Jego prawa ręka jest wzniesiona a dłoń zaciśnięta. Widz ma wrażenie, że za moment uderzy jednego z przekupniów. Handlowiec w fioletowej szacie przybiera pozycję obronną, prawą ręką zasłania się przed spodziewanym ciosem. Drugi z przekupniów również przerażony obserwuje scenę. Agresywne zachowanie Jezusa nie jest obojętne jego uczniom, stojących w lewej części fresku. Najbardziej z brzegu stoi Piotr Apostoł z wzniesionymi dłońmi. Zaskoczony zachowaniem Mistrza zwraca się do pozostałych apostołów. Jeszcze większe przerażenie zaobserwować można u dzieci. Jedno obserwuje scenę a drugie chowa się ze strachu w szaty innego apostoła. Po prawej stronie, z brzegu, widać dwóch arcykapłanów którzy wymownie spoglądają na siebie. Scena ze świątyni i późniejsze słowa wypowiedziane przez Chrystusa na jej temat, były jednym z dowodów jego winy podczas przesłuchania u Kajfasza.
Tłem dla sceny jest świątynia jerozolimska z portykami i trzema arkadami zwieńczonymi iglicami, na których widnieją trójkątne medaliony z motywami kwiatów, lwa i konia. Kolumny wykonane są z nakrapianego marmuru. Po prawej stronie znajduje się ambona z kopułą. U dołu fresku znajduje się przewrócona ławka, klatka i zwierzęta. Wszystko namalowane w skrócie perspektywicznym co nadaje scenie większą głębię.